# Австралия на летних Олимпийских играх 1996
Австралия на летних Олимпийских играх 1996 была представлена 417 спортсменами в 26 видах спорта.
Австралийская олимпийская сборная в неофициальном общекомандном зачёте заняла 7-е место. По количеству завоёванных медалей эти игры стали самыми успешными для сборной Австралии в истории. Австралийцы завоевали на 6 медалей больше, чем на домашних играх 1956 года.
Главными героями игр стали пловцы Даниэль Ковальски и Сьюзан О'Нил, завоевавшие по три медали разного достоинства.

## Награды

### Золото
| Золото | |                                                              |
| №      | Спортсмены | Вид спорта (дисциплина)                                      |
| 1      | Дрю Джинн Майк Маккей Джеймс Томкинс Ник Грин | Академическая гребля (мужчины, четверка парная без рулевого) |
| 2      | Кейт Слаттер Меган Стилл | Академическая гребля (женщины, двойка парная)                |
| 3      | Венди Шаффер Мэттью Райан Джиллиан Ролтон Эндрю Хой | Конный спорт (командное троеборье)                           |
| 4      | Кирен Перкинс | Плавание (мужчины, 1500 м, вольный стиль)                    |
| 5      | Сьюзан О'Нил | Плавание (женщины, 200 м, баттерфляй)                        |
| 6      | Майкл Даймонд | Стрельба (мужчины, трап)                                     |
| 7      | Марк Расселл | Стрельба (мужчины, дубль-трап)                               |
| 8      | Тодд Вудбридж Марк Вудфорд | Теннис (мужчины, парный разряд)                              |
| 9      | Элисон Эннан, Луиза Добсон, Кловер Маитланд, Карен Марсден, Дженни Моррис, Катрина Пауэлл, Лиза Пауэлл, Нова Перис-Нибон, Джеки Перейра, Даниэль Роше, Кейт Старр, Лиан Тут, Ренита Фаррелл, Джульетта Хэслем, Решель Хоукс, Мишель Эндрюс | Хоккей на траве (женщины)                                    |

### Серебро
| Серебро |                                                                                     |                                                               |
| №       | Спортсмены                                                                          | Вид спорта (дисциплина)                                       |
| 1       | Роберт Скотт Дэвид Вейтмэн                                                          | Академическая гребля (мужчины, двойка распашная без рулевого) |
| 2       | Мишель Феррис                                                                       | Велоспорт (женщины, спринт)                                   |
| 3       | Кэти Фримен                                                                         | Лёгкая атлетика (женщины, 400 метров)                         |
| 4       | Луиза Макпол                                                                        | Лёгкая атлетика (женщины, метание копья)                      |
| 5       | Митч Бут Эндрю Ланденбергер                                                         | Парусный спорт (класс Торнадо)                                |
| 6       | Даниэль Ковальски                                                                   | Плавание (мужчины, 1500 м, вольный стиль)                     |
| 7       | Скотт Миллер                                                                        | Плавание (мужчины, 100 м, баттерфляй)                         |
| 8       | Петрия Томас                                                                        | Плавание (женщины, 100 м, баттерфляй)                         |
| 9       | Николь Стивенсон Сьюзан О′Нил Саманта Райли Сара Райан Хелен Денман Анджела Кеннеди | Плавание (женщины, 4×100 м, комбинированная)                  |

### Бронза
| Бронза | |                                                         |
| №      | Спортсмены | Вид спорта (дисциплина)                                 |
| 1      | Брюс Хик Энтони Эдвардс | Академическая гребля (мужчины, парная двойка)           |
| 2      | Рон Снук Данкан Фри Бо Хансон Януш Хукер | Академическая гребля (мужчины, парная четвёрка)         |
| 3      | Ребекка Джойс Вирджиния Ли | Академическая гребля (женщины, парная двойка)           |
| 4      | Карла Бойд, Мишель Броган, Сэнди Бронделло, Робин Мар, Фиона Робинсон, Рэйчел Спорн, Шелли Сэнди, Мишель Тиммс, Эллисон Транквилли, Дженни Уиттл, Триша Фэллон, Мишель Чендлер | Баскетбол (женщины)                                     |
| 5      | Брэдли Макги | Велоспорт (мужчины, индивидуальная гонка преследования) |
| 6      | Брэдли Макги Стюарт О’Грэйди Тим О′Шеннесси Дин Вудс | Велоспорт (мужчины, командная гонка преследования)      |
| 7      | Стюарт О’Грэйди | Велоспорт (мужчины, гонка по очкам)                     |
| 8      | Люси Тайлер-Шерман | Велоспорт (женщины, гонка по очкам)                     |
| 9      | Клинт Робинсон | Гребля на байдарках и каноэ (мужчины, Б-1, 1000 м)      |
| 10     | Дэниел Коллинз Эндрю Трим | Гребля на байдарках и каноэ (мужчины, Б-2, 500 м)       |
| 11     | Катрин Борхерт Анна Вуд | Гребля на байдарках и каноэ (женщины, Б-2, 500 м)       |
| 12     | Колин Бишель Дэвид Жиль | Парусный спорт (мужчины, класс «Стар»)                  |
| 13     | Даниэль Ковальски | Плавание (мужчины, 200 м, вольный стиль)                |
| 14     | Даниэль Ковальски | Плавание (мужчины, 400 м, вольный стиль)                |
| 15     | Скотт Гудмэн | Плавание (мужчины, 200 м, баттерфляй)                   |
| 16     | Фил Роджерс Стивен Девик Скотт Миллер Майкл Клим Тоби Хинен | Плавание (мужчины, 4×100 м, комбинированная)            |
| 17     | Саманта Райли | Плавание (женщины, 100 м, брасс)                        |
| 18     | Эмма Джонсон Сьюзан О′Нил Джулия Гревиль Николь Ливингстон Лиз Макки | Плавание (женщины, 4×200 м, вольный стиль)              |
| 19     | Натали Кук Керри Поттарст | Пляжный волейбол (женщины)                              |
| 20     | Джоанна Браун, Керри Динелт, Каролин Крадджинтон, Ким Купер, Джоселин Лестер, Сэлли Макдермид, Франсин Макрей, Малина Милсон, Трейси Мосли, Хайли Петри, Николь Ричардсон, Мелани Роше, Натали Титкьюм, Брук Уилкинс, Натали Уорд, Сюзанна Фейрхёрст, Таня Хардинг, Дженнифер Холлидей, Пета Эдебон, Белинда Энсворт | Софтбол (женщины)                                       |
| 21     | Дезери Хаддлстон | Стрельба (мужчины, дубль-трап)                          |
| 22     | Стефан Ботев | Тяжёлая атлетика (мужчины, свыше 108 кг)                |
| 23     | Брендан Гарард, Пол Годойн, Деймон Дилетти, Лаклан Дреер, Стивен Дэвис, Майкл Йорк, Стюарт Карратерс, Пол Льюис, Грант Смит, Мэттью Смит, Даниэль Спруле, Джей Стейси, Кен Уарк, Марк Хагер, Баден Чоппи, Лаклан Элмер                                                                                               | Хоккей на траве (мужчины)                               |

## Результаты соревнований

### Академическая гребля
В следующий раунд из каждого заезда проходили несколько лучших экипажей (в зависимости от дисциплины). В финал A выходили 6 сильнейших экипажей, остальные разыгрывали места в утешительных финалах B-D.
Мужчины
| Соревнование | Спортсмены                 | Предварительный заезд | Предварительный заезд | Предварительный заезд | Отборочный заезд | Отборочный заезд | Отборочный заезд | Полуфинал     | Полуфинал     | Полуфинал     | Финал   | Финал   | Итоговое место |
| Соревнование | Спортсмены                 | Заезд                 | Время                 | Место                 | Заезд            | Время            | Место            | Заезд         | Время         | Место         | Время   | Место   | Итоговое место |
| ------------ | -------------------------- | --------------------- | --------------------- | --------------------- | ---------------- | ---------------- | ---------------- | ------------- | ------------- | ------------- | ------- | ------- | -------------- |
| одиночки     | Дэвид Кэмерон              | 2                     | 7:53,55               | 3                     | 1                | 7:49,24          | 3                | Полуфинал C/D | Полуфинал C/D | Полуфинал C/D | Финал C | Финал C | 13             |
| одиночки     | Дэвид Кэмерон              | 2                     | 7:53,55               | 3                     | 1                | 7:49,24          | 3                | 1             | 7:25,38       | 1 QC          | 7:30,55 | 1       | 13             |
| двойки       | Давид Уэйтман Роберт Скотт | 3                     | 6:46,12               | 1 Q                   | не участвовали   | не участвовали   | не участвовали   | 1             | 6:46,43       | 1 QA          | Финал A | Финал A | 2              |
| двойки       | Давид Уэйтман Роберт Скотт | 3                     | 6:46,12               | 1 Q                   | не участвовали   | не участвовали   | не участвовали   | 1             | 6:46,43       | 1 QA          | 6:21,02 | 2       | 2              |

### Водные виды спорта

#### Прыжки в воду
По итогам предварительных 6 прыжков в полуфинал проходило 18 спортсменов. Далее прыгуны выполняли по 5 прыжков из обязательной программы, результаты которых суммировались с результатами предварительных прыжков. По общей сумме баллов определялись финалисты соревнований. Финальный раунд, состоящий из 6 прыжков, спортсмены начинали с результатом, полученным в полуфинале.
Мужчины
| Соревнование      | Спортсмены     | Предварительный раунд | Предварительный раунд | Полуфинал            | Полуфинал            | Сумма                | Сумма                | Финал                | Финал                | Итог                 | Итог                 |
| Соревнование      | Спортсмены     | Результат             | Место                 | Результат            | Место                | Результат            | Место                | Результат            | Место                | Результат            | Место                |
| ----------------- | -------------- | --------------------- | --------------------- | -------------------- | -------------------- | -------------------- | -------------------- | -------------------- | -------------------- | -------------------- | -------------------- |
| трамплин, 3 метра | Майкл Мёрфи    | 419,13                | 3 Q                   | 223,86               | 6                    | 639,21               | 3 Q                  | 420,87               | 5                    | 640,95               | 6                    |
| трамплин, 3 метра | Расселл Батлер | 305,79                | 28                    | Завершил выступление | Завершил выступление | Завершил выступление | Завершил выступление | Завершил выступление | Завершил выступление | Завершил выступление | Завершил выступление |

### Конный спорт

#### Троеборье
| Соревнование              | Спортсмены | Выездка   | Выездка | Кросс     | Кросс | Конкур    | Конкур | Всего     | Всего |
| Соревнование              | Спортсмены | Результат | Место   | Результат | Место | Результат | Место  | Результат | Место |
| ------------------------- | --- | --------- | ------- | --------- | ----- | --------- | ------ | --------- | ----- |
| индивидуальное первенство | Эндрю Хой на Gershwin | -63,40    | 28      | -49,20    | 14    | -0,00     | 1      | -112,60   | 11    |
| командное первенство      | Эндрю Хой на Darien Powers Филлип Даттон на True Blue Girdwood Джиллиан Ролтон на Peppermint Grove Венди Шеффер на Sunburst | -156,40   | 6       | -27,20    | 1     | -20,25    | 6      | -203,85   | 1     |

### Лёгкая атлетика
Мужчины
| Дисциплина      | Спортсмен      | Предварительный раунд | Предварительный раунд | Четвертьфиналы       | Четвертьфиналы       | Полуфиналы           | Полуфиналы           | Финал                | Финал                |
| Дисциплина      | Спортсмен      | Результат             | Место                 | Результат            | Место                | Результат            | Место                | Результат            | Место                |
| --------------- | -------------- | --------------------- | --------------------- | -------------------- | -------------------- | -------------------- | -------------------- | -------------------- | -------------------- |
| ходьба на 20 км | Николас А’Херн |                       |                       |                      |                      |                      |                      | 1:20,31              | 4                    |
| прыжки в высоту | Крис Андерсон  | 2,15                  | 27                    | Завершил выступление | Завершил выступление | Завершил выступление | Завершил выступление | Завершил выступление | Завершил выступление |